# Jorginho Carvoeiro
Jorginho Carvoeiro (Castelo, 11 oktober 1953 - Rio de Janeiro, 13 juli 1977) was een Braziliaans voetballer.

## Biografie
Jorginho begon zijn carrière bij Bangu, een kleinere club uit Rio de Janeiro. In 1971 nam hij met de jeugd van de Braziliaanse ploeg deel aan een toernooi in het Franse Cannes en werd daar tot beste speler van de Braziliaanse selectie uitgeroepen. In 1972 maakte hij de overstap naar het grote Vasco da Gama. In seizoen 1974 bereikte hij met zijn team de finale tegen Cruzeiro en scoorde in de 78ste minuut het beslissende doelpunt wat de club de eerste landstitel opleverde. Hierna kreeg hij gezondheidsproblemen en in april 1975 werd leukemie bij hem vastgesteld. 
In 1977 overleed hij aan de gevolgen hiervan. Zijn weduwe hertrouwde later met de vedette Garrincha en werd in 1983 ook van hem weduwe. 